# 青森三菱ふそう自動車販売
青森三菱ふそう自動車販売株式会社（あおもりみつびしふそうじどうしゃはんばい）は、青森県青森市に本社を置く、三菱ふそうトラック・バスが製造したトラック・バスを取り扱う自動車販売会社である。
他社も出資している関係などから、「三菱ふそうトラック・バス ○○ふそう」と言った広域統合の対象とはならない。

## 概要
青森県内において、三菱ふそう車の新車・中古車（三菱自動車工業の頃に製造された車両を含む）と、産業用のエンジンの販売・修理などを行っている。

## 沿革
- 1968年3月 - 設立。

## 拠点
- 本社・青森営業所／青森市石江字江渡83-1
- 八戸営業所／八戸市八太郎5丁目20-43
- 弘前営業所／平川市日沼富岳29-1
- 十和田営業所／十和田市東三番町38-27
- 五所川原営業所／五所川原市姥萢字船橋245-1
- むつ出張所／むつ市大平町3-3

## 主要ユーザー
バス
- 青森市企業局交通部
- 下北交通（同社が保有する車両の中でもほぼ過半数を占める。）
- 弘南バス
- 三八五バス
- 三八五オートリース など